# 陳國棟 (民國)
陳國棟（1880年10月30日—1954年），原名言信，字益廷，四川省郫縣人，中华民国军事将领，曾任重慶市政公所督辦（即後之市長）。

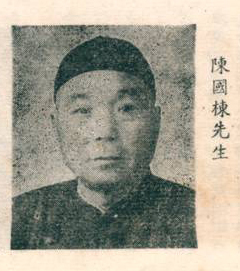

## 生平[1][2]
光緒三十二年（1906年），頂陳國棟名入四川官弁學堂第二期學習。宣統二年（1910年），以新軍見習官入四川陸軍講武堂受訓後任第三十三混成協排長。
宣統三年（1911年），辛亥革命爆发，任二師五標教練官。此后，历任四川陸軍第一師（師長周駿）第二團第三營營長、國軍第十五師（師長周駿）第五十八團第三營營長。
民國四年（1915年），任四川陸軍第二師（師長劉存厚）輜重營營長在「劉羅」、「劉戴」之戰中為劉存厚立功，升團長。民國七年（1918年）12月升旅長。
民國九年（1920年），靖國之役，倒向熊克武一邊。熊部攻佔成都後，4月5日升至四川陸軍第三軍第七師師長，占合川一帶，12月30日北京政府任命為合川鎮守使。
民國十二年（1923年），與劉湘、楊森、鄧錫侯等結成聯盟，攻擊熊克武、劉成勛等部。同年9月15日被北京國民政府委任為陸軍第三十一師師長。12月向熊、劉反攻。同年，授騫威將軍。
民國十三年（1924年）5月2日，加上將銜，任陸軍第三十一師師長、川北衛戍總司令，駐防遂寧一帶，轄三師二旅。
民國十四年（1925年），任反楊森聯軍第六路總指揮。6月，所部師、旅、團長紛紛倒戈投楊，實力銳減，遂通電辭職。
民國十五年（1926年），任四川鹽運使署鹽運使。自從脫離軍界，在成都從事公益事業和慈善救濟活動。辦國益圖書館、國益醫藥社、國益小學；又開辦「省濟」第一、第二小學，免費招貧苦子弟入學；辦成都平民工廠，任成都慈善堂、四川慈善救濟會理事。創辦福川銀行。民國二十九年（1940年），任四川省參議員。1950年，被邀為成都市各界人民代表會議代表。
國民會議代表，福川銀行、成都啟明電氣公司理事長
1954年春，陳國棟病故於重慶。